# Sebastian Jung
Sebastian Alexander Jung (Königstein im Taunus, 1990. június 22. –) német válogatott labdarúgó, aki jelenleg a Hannover 96 játékosa.

## Sikerei, díjai
- VfL Wolfsburg
  - Német kupa: 2014–15
  - Német szuperkupa: 2015